# الحب والثأر (مسلسل)
الحب والثأر مسلسل يمني من إنتاج التلفزيون اليمني 2007م، وإخراج عبدالعزيز الحرازي. ومن بطولة نبيل حزام، علي الكوكباني، مديحة الحيدري، منى الأصبحي، يحيى إبراهيم، عبد الكريم المتوكل. يتناول المسلسل مشكلة الثأر في المجتمع، تم تحويله من مسلسل إذاعي إلى مسلسل تلفزيوني بعد أن نجح جماهيرياً حين بث عبر أثير إذاعة صنعاء.